# New Year Peak
New Year Peak är en bergstopp i Antarktis. Den ligger i Östantarktis. Nya Zeeland gör anspråk på området. Toppen på New Year Peak är 2 637 meter över havet, eller 121 meter över den omgivande terrängen. Bredden vid basen är 3,7 km.
Terrängen runt New Year Peak är huvudsakligen kuperad, men åt sydost är den bergig. Trakten är obefolkad. Det finns inga samhällen i närheten. 